# Jan Ryszard Garlicki
Jan Ryszard Garlicki (ur. 23 marca 1958 w Warszawie) – polski politolog, profesor nauk humanistycznych wykładający na Wydziale Nauk Politycznych i Studiów Międzynarodowych Uniwersytetu Warszawskiego.
Absolwent Wydziału Dziennikarstwa i Nauk Politycznych (1981). Od 2019 roku Kierownik Katedry Socjologii Polityki i Marketingu Politycznego Wydziału Nauk Politycznych i Studiów Międzynarodowych Uniwersytetu Warszawskiego. 

## Życiorys
W latach 2004–2019 kierownik Zakładu Socjologii i Psychologii Polityki Instytutu Nauk Politycznych Uniwersytetu Warszawskiego oraz Pracowni Marketingu i Komunikowania Politycznego najpierw na Wydziale Dziennikarstwa i Nauk Politycznych, a następnie na Wydziale Nauk Politycznych i Studiów Międzynarodowych UW. Absolwent Wydziału Dziennikarstwa i Nauk Politycznych (1981). Od 1988 doktor nauk humanistycznych w zakresie nauk o polityce na podstawie rozprawy Kultura polityczna młodzieży studenckiej – studium teoretyczno-empiryczne (PWN, 1991). Od 1996 doktor habilitowany, na podstawie książki pt. Społeczeństwo przyszłości; 2008 – tytuł profesora nauk humanistycznych w zakresie nauk o polityce, od 2015 – profesor zwyczajny.
W swojej pracy naukowej i badawczej zajmuje się trzema istotnymi klasycznymi tematami z szeroko rozumianej subdyscypliny politologii jaką jest socjologia polityki: kultura polityczna, partycypacja polityczna, marketing polityczny. Dodatkowo łączy swoje zainteresowania naukowe z ważnym dla nauk o polityce zagadnieniem metodologii badań politologicznych. Autor licznych publikacji naukowych i publicystycznych, w tym 25 książek. Równolegle z pracą naukową prowadzi działalność dydaktyczną; promotor 160 prac magisterskich, 5 dysertacji doktorskich, recenzent 15 rozpraw doktorskich i 6 habilitacyjnych. 
Współzałożyciel (1990) Centrum Badań Marketingowych INDICATOR, Prezes Zarządu i Dyrektor Generalny; INDICATOR należy do firm najdłużej działających na rynku badawczym w Polsce i realizuje badania dla największych polskich przedsiębiorstw oraz dla sektora publicznego. Członek Polskiego Towarzystwa Socjologicznego (PTS) od 1987; członek Międzynarodowego Towarzystwa Socjologicznego (ISA) od 1989; członek założyciel Polskiego Towarzystwa Badaczy Rynku i Opinii w 1994; prezes PTBRiO 1999-2003 i członek honorowy od 2004; członek Kapituły powołanej przez KRRiT i WDiNP od 2012 przyznającej nagrody im. Pawła Stępki za prace doktorskie i publikacje dotyczące mediów elektronicznych.
W 2010 roku uhonorowany Srebrnym Krzyżem Zasługi, w 2018 roku Medalem Uniwersytetu Warszawskiego, natomiast w 2020 wpisem do Złotej Księgi Nauki Polskiej - w 100 rocznicę odzyskania niepodległości. 
Członek-założyciel Stowarzyszenia Absolwentów Nauk Politycznych (2018) i od początku prezes Zarządu SANP UW.

## Wybrane publikacje
- J. Garlicki, Józef Niżnik, Elżbieta Skotnicka-Illasiewicz, Krystyna Wróblewska-Pawlak, Postrzeganie Europy, Polskie Towarzystwo Współpracy z Klubem Rzymskim, Warszawa 1991, s. 99.
- J. Garlicki Kultura polityczna młodzieży studenckiej, Państwowe Wydawnictwo Naukowe, Warszawa 1991, s. 323.
- J. Garlicki, Społeczeństwo Przyszłości. Reformy systemowe i perspektywy kraju świadomości młodego pokolenia Polaków, Instytut Studiów Politycznych PAN, Warszawa 1995, s. 217.
- J. Garlicki, Badania przedpromocyjne i skuteczności promocji, Wydawnictwo Międzynarodowej Szkoły Menedżerów, Warszawa 1996, s. 119.
- J. Garlicki, Youth and Political Changes in Contemporary World, D.W. „Elipsa”, Warsaw 1998, s. 319.
- J. Garlicki, Artur Noga-Bogomilski, Kultura polityczna w społeczeństwie demokratycznym, Instytut Nauk Politycznych UW, Oficyna Wydawnicza ASPRA-JR, Warszawa 2004, s. 213.
- J. Garlicki, Demokracja i integracja europejska. Studium osobistych i politycznych orientacji dwóch pokoleń Polaków, Wydawnictwo Adam Marszałek, Toruń 2005, s. 491.
- J. Garlicki (red.), Społeczne uwarunkowania procesu transformacji systemowej w Polsce, „Studia Politologiczne”, Dom Wydawniczy „Elipsa”, 2007, t. 11, s. 196.
- J. Garlicki (red.), Strategie i mechanizmy marketingu politycznego, „Studia Politologiczne”, Dom Wydawniczy „Elipsa”, 2010, t. 16, s. 236.
- J. Garlicki (red.), Marketing polityczny i komunikowanie polityczne. Nowe zjawiska, nowe wyzwania, „Studia Politologiczne”, Dom Wydawniczy „Elipsa”, 2012, t. 24, s. 234.
- J. Garlicki (red. nauk.), Legitymizacja transformacji i systemu politycznego w Polsce, Dom Wydawniczy „Elipsa”, Warszawa 2014.
- J. Garlicki, D. Mider (red.), Elity polityczne a internauci. Studium kultury politycznej w okresie wyborów, „Studia Politologiczne”, Dom Wydawniczy „Elipsa”, 2012, t. 26, s. 354.
- B. Dobek-Ostrowska, J. Garlicki (red.), Political Communication in the Era of New Technologies, Peter Lang GmbH, 2013, s. 285.
- J. Garlicki, Political Participation Capital, Peter Lang Verlag, Berlin 2021.
- J. Garlicki, D. Mider, Social Attitudes Towards the Phenomenon of Corruption in Poland, "European Research Studies Journal", 2022, 1, s. 174-183, doi: 10.35808/ersj/2835
- J. Garlicki, Racja stanu a bezpieczeństwo państwa, społeczeństwa i obywateli [w:] Polskie interesy narodowe, M. Kulczycki, M. Wiatr (red. nauk.), Wydawnictwo Adam Marszałek, Toruń 2022, s. 13-24.